# Süd-Chemie
Süd-Chemie é uma empresa química alemã. Em 6 de maio de 2008 anunciou uma parceria com a Linde AG visando à produção de biocombustíveis de segunda geraçâo.